# 量子数
量子數描述量子系統中動力學上各守恆數的值。它們通常按性質描述原子中電子的各能量，但也會描述其他物理量（如角動量、自旋等）。由於任何量子系統都能有一個或以上的量子數，列出所有可能的量子數是件沒有意義的工作。

## 有多少個量子數？
「要多少個量子數才能描述任何已知系統？」這道問題並沒有一致的答案，儘管要解決每一個系統都必須要對系統進行全面分析。任何系統的動力學都由一量子哈密頓算符，H，所描述。系統中有一量子數對應能量，即哈密頓算符的特徵值。對每一個算符O而言，還有一個量子數可與哈密頓算符交換（即滿足OH = HO這條關係式）。這些是一個系統中所能有的所有量子數。注意定義量子數的算符O應互相獨立。很多時候，能有好幾種選擇一組互相獨立算符的方法。故此，在不同的條件下，可使用不同的量子數組來描述同一個系統。

## 原子內的單個電子
最被廣為研究的量子數組是用於一原子的單個電子：不只是因為它在化學中有用（它是週期表、化合價及其他一系列特性的基本概念），還因為它是一個可解的真實問題，故廣為教科書所採用。
在非相對論性量子力學中，這個系統的哈密頓算符由電子的動能及勢能（由電子及原子核間的庫侖力所產生）。動能可被分成，有環繞原子核的電子角動量，J的一份，及餘下的一份。由於勢能是球狀對稱的關係，其完整的哈密頓算符能與J2交換。而J2本身能與角動量的任一分量（按慣例使用Jz）交換。由於這是本題中唯一的一組可交換算符，所以會有三個量子數。
依慣例，它們被稱為：
- 主量子數（{\displaystyle n=1,2,3,4...}，即電子軌域{\displaystyle K,L,M,N}）代表除掉J2以後H的特徵值。這個數因此會視電子與原子核間的距離（即半徑座標r）而定。平均距離會隨着n增大，因此不同量子數的量子態會被說成屬於不同的電子層。
- 角量子數（{\displaystyle \ell =0,1,2...n-1}，又稱方位角量子數或軌道量子數）通過關係式{\displaystyle L^{2}=\hbar ^{2}\ell (\ell +1)}來代表軌道角動量。在化學中，這個量子數是非常重要的，因為它表明了一軌道的形狀，並對化學鍵及鍵角有重大影響。有些時候，不同角量子數的軌域有不同代號，{\displaystyle \ell =0}的軌域叫s軌域，{\displaystyle \ell =1}的叫p軌域，{\displaystyle \ell =2}的叫d軌域，而{\displaystyle \ell =3}的則叫f軌域。
- 磁量子數（{\displaystyle m_{\ell }=-\ell ...0,1,2...(\ell -1),\ell }）代表特徵值，{\displaystyle L_{z}=m_{\ell }\hbar }[1]。這是軌道角動量沿某指定軸的投影。

從光譜學中所得的結果指出一個軌道最多可容納兩個電子。然而兩個電子絕不能擁有完全相同的量子態（泡利不相容原理），故也絕不能擁有同一組量子數。所以為此特別提出一個假設來解決這問題，就是設存在一個有兩個可能值的第四個量子數。這假設以後能被相對論性量子力學所解釋。
- 自旋量子數（{\displaystyle m_{s}=\pm {\frac {1}{2}}}）代表電子的固有角動量。這是自旋{\displaystyle s={\frac {1}{2}}}沿某指定軸的射影。

作為摘要，一電子的量子態視下列各量子數而定：
| 名稱                     | 符號                        | 軌道意義 | 取值範圍                                                                                                 | 取值例子 |
| ------------------------ | --------------------------- | -------- | --- | --- |
| 主量子數                 | {\displaystyle n\ }         | 殼層     | {\displaystyle 1\leq n\,\!}                                                                              | {\displaystyle n=1,2,3...\,\!}                                                                                 |
| 角量子數（角動量）       | {\displaystyle \ell \ }     | 次殼層   | {\displaystyle 0\leq \ell \leq n-1\ }                                                                    | 若{\displaystyle n=3\,\!}: {\displaystyle \ell =0,1,2\,(s,p,d)\ }                                              |
| 磁量子數（角動量之射影） | {\displaystyle m_{\ell }\ } | 能移     | {\displaystyle -\ell \leq m_{\ell }\leq \ell \ }                                                         | 若{\displaystyle \ell =2\ }: {\displaystyle m_{\ell }=-2,-1,0,1,2\,\!}                                         |
| 自旋量子數               | {\displaystyle m_{s}\,\!}   | 自旋     | {\displaystyle -{\begin{matrix}{\frac {1}{2}}\end{matrix}},{\begin{matrix}{\frac {1}{2}}\end{matrix}}\ } | 只能是{\displaystyle -{\begin{matrix}{\frac {1}{2}}\end{matrix}},{\begin{matrix}{\frac {1}{2}}\end{matrix}}\ } |

例：用於描述氟（{\displaystyle {\ce {F}}}）原子最外層電子（即價電子，位於原子軌道2p）的各量子數值為：{\displaystyle n=2}，{\displaystyle \ell =1}，{\displaystyle m_{\ell }=-1,0,1}，{\displaystyle m_{s}=\pm {\frac {1}{2}}}。
簡而言之，以上的物理量需要滿足{\displaystyle n>\ell \geq |m_{\ell }|}且{\displaystyle m_{s}=\pm {\frac {1}{2}}}。
注意分子軌道需要使用完全不同的量子數組，因為其哈密頓算符及對稱跟上述相當不同。

## 適用於自旋－軌道交互作用的量子數
當考慮到自旋-軌道作用時，l、m及s就再不能與哈密頓算符交換，因而它們的值會隨時間改變。故應該使用另一組量子數。這組包括了
- 總角動量量子數（j=1/2，3/2 … n-1/2）通過關係式{\displaystyle J^{2}=\hbar ^{2}j(j+1)}代表着總角動量。
- 總角動量沿某指定軸的投影（mj=-j，-j+1 … j-1，j），此數與m類似，且滿足關係式{\displaystyle m_{j}=m_{l}+m_{s}}。
- 宇稱。它是經反射所得的特徵值，當態之l為偶數時其值為正（即+1），奇數時其值為負（即-1）。前者亦被稱為偶宇稱，後者則為奇宇稱。

例：考慮以下八個態，定義它們的量子數：
1. l = 1，ml = 1，ms = +1/2
2. l = 1，ml = 1，ms = -1/2
3. l = 1，ml = 0，ms = +1/2
4. l = 1，ml = 0，ms = -1/2
5. l = 1，ml = -1，ms = +1/2
6. l = 1，ml = -1，ms = -1/2
7. l = 0，ml = 0，ms = +1/2
8. l = 0，ml = 0，ms = -1/2

系統的量子態能被這八個態的線性組合所描述。但由於自旋-軌道作用的關係，如欲使用八個由哈密頓算符的特徵向量（即每一個代表一個態且不會因時間而跟其他態混合）所組成的態來描述同一個系統，應考慮以下這八個態：
1. j = 3/2， mj = 3/2，奇宇稱 （從上態1得）
2. j = 3/2， mj = 1/2，奇宇稱 （從上態2及3得）
3. j = 3/2， mj = -1/2，奇宇稱 （從上態4及5得）
4. j = 3/2， mj = -3/2，奇宇稱 （從上態6得）
5. j = 1/2， mj = 1/2，奇宇稱 （從上態2及3得）
6. j = 1/2， mj = -1/2，奇宇稱 （從上態4及5得）
7. j = 1/2， mj = 1/2，偶宇稱 （從上態7得）
8. j = 1/2， mj = -1/2，偶宇稱 （從上態8得）

## 基本粒子
基本粒子包含不少量子數，一般來說它們都是粒子本身的。但需要明白的是，基本粒子是粒子物理學上標準模型的量子態，所以這些粒子量子數間的關係跟模型的哈密頓算符一樣，就像波耳原子量子數及其哈密頓算符的關係那樣。亦即是說，每一個量子數代表問題的一個對稱性。這在場論中有着更大的用處，被用於識別時空及內對稱。
一般跟時空對稱有關係的量子數有自旋（跟旋轉對稱有關）、宇稱、C-宇稱、T-宇稱（跟時空上的龐加萊對稱有關係）。一般的內對稱有輕子數、重子數及電荷數。條目味有這些量子數的更詳細列表。
值得一提的是較次要但常被混淆的一點。大部分守恒量子數都是可相加的。故此，在一基本粒子反應中，反應前後的量子數總和應相等。然而，某些量子數（一般被稱為宇稱）是可相乘的；即它們的積是守恒的。所以可相乘的量子數都屬於一種對稱（像守恒那樣），而在這種對稱中使用兩次對稱變換式跟沒用過是一樣的。它們都屬於一個叫Z2的抽象群。